# Ectecephala intermedia
Ectecephala intermedia är en tvåvingeart som beskrevs av Oswald Duda 1930. Ectecephala intermedia ingår i släktet Ectecephala och familjen fritflugor. Inga underarter finns listade i Catalogue of Life.